# Antonio Savaresi
 (mars 2023).
Antonio Mario Timoleone Savaresi est né à Naples le 10 septembre 1773, où il est mort le 11 août 1830. Après avoir servi dans les armées françaises en Italie, en Égypte, et à la Martinique, il est devenu médecin en chef des armées du royaume de Naples, et un célèbre scientifique.  

## Biographie

### De Naples à l'exil
Antonio Mario Timoleone Savaresi est né à Naples le 10 septembre 1773. Il est le frère cadet d'Andrea Savaresi, médecin et minéralogiste. Vers 1790, il étudie la médecine dans sa ville natale. Il eut différents maîtres dont Domenico Cirillo, Domenico Cotugno, Vincenzo Petagna, Niccolò Andria (it) et Antonio Sementini. Quand les idées de la Révolution Française commencèrent à se répandre dans la péninsule, Savaresi - comme du reste d'autres scientifiques tels que Carlo Lauberg et Annibale Giordano - fait partie d'un réseau clandestin qui veut renverser la monarchie. La découverte en 1794 de la conspiration fit s'enfuir Savaresi a Oneglia. Cette enclave sur la côte ligure est occupée par les armées françaises - elle est administrée par le révolutionnaire toscan Philippe Buonarrotti - et devient le refuge de tous les républicains italiens.

### En Italie, en Égypte et dans les Caraïbes
Savaresi a immédiatement été recruté par l'armée française, qui avait un besoin urgent de personnel médical. Ainsi a-t-il commencé sa carrière en tant que médecin militaire. De 1796 à 1798, il a participé à la campagne d'Italie (1796-1797) et la conquête de l'État pontifical. De Rome, il a été détaché auprès de l'armée d'orient et a pris part à la conquête de Malte et à la Campagne d'Égypte (de 1798 à 1801), d'abord dirigée par le général Napoléon Bonaparte. Il a servi à Damiette, au Caire, à Salhiya, et à Alexandrie (Égypte) et a participé à la bataille des Pyramides et à la bataille d'Aboukir. 
De retour en France, en 1802, il fut envoyé à l'île de la Martinique, où il a servi dans les hôpitaux militaires de Saint-Pierre et Fort-de-France, et où il a été promu au grade de médecin en chef. Pendant le voyage de retour vers l'Europe, il a été capturé par les corsaires britanniques et a dû passer par les États-Unis, l'Angleterre et les Pays-Bas.

### De retour à Naples
En 1805, il est affecté aux troupes françaises en Italie et prend part à la conquête du Royaume de Naples. Rentré chez lui, il devient médecin en chef des armées du Royaume de Naples. Il a eu un rôle central dans le développement des infrastructures hospitalières et des services sanitaires des forces armées et devient un scientifique reconnu. Lors de la restauration des Bourbon, il cherche à dissimuler son passé révolutionnaire en le faisant passer pour des études de médecine à Montpellier. Il meurt à Naples en 1830.

## L'œuvre scientifique
Savaresi a publié de nombreux articles et traités sur des questions médicales, anthropologiques et botaniques, en replaçant ses observations empiriques dans le cadre des doctrines scientifiques de son époque. Il combina l'approche néo-hippocratique sur le rôle pathogène de l'environnement (les miasmes et les humeurs) avec les théories les plus récentes du médecin écossais John Brown (1735-1788). D'après ce dernier, la santé serait le résultat d'un équilibre interne, alors que la maladie résulterait d'une stimulation excessive ou insuffisante. Cette théorie qui avait les faveurs des jeunes médecins italiens, qui la trouvaient révolutionnaire, ne recueillait pas les suffrages de leurs homologues français. Savaresi cherchait à concilier ces deux théories extrêmes pour tenter de comprendre et de soigner les maladies auxquelles il était confronté, suivant en cela les instructions du médecin en chef de l'armée d'Égypte Desgenettes.
Savaresi écrivit des rapports détaillés sur les relations supposées entre les caractéristiques de l'environnement dans certaines régions égyptiennes et les pathologies identifiées. Il y ajouta des propositions d'hygiène pour combattre les épidémies. À la différence de beaucoup de ses collègues qui ne croyaient pas à la contagion, Savaresi croyait que la peste par exemple pouvait être transmise d'un homme à un autre, dans certains cas. Savaresi était persuadé de la supériorité de la science occidentale sur les traditions médicales indigènes. Cependant, il s'appropria certaines connaissances thérapeutiques égyptiennes ou créoles pour essayer de soigner la peste, l'ophtalmie ou la fièvre jaune. Ces écrits eurent beaucoup d'écho auprès des médecins français et britanniques.

## Publications
- Essai sur la topographie physique et médicale de Damiette , La Décade égyptienne, 2, VIII (1799/1800), p. 85-90.
- Observations sur les maladies qui ont régné à Damiette dans le premier semestre de l'an 7 , La Décade égyptienne, 2, VIII (1799/1800), p. 122-127.
- Description et traitement de l'ophtalmie d'Égypte, La Décade égyptienne, 2, VIII (1799/1800), p. 159 - 165.
- Notice sur la topographie physique et médicale de Ssalehhyéeh , La Décade égyptienne, 3, VIII (1799/1800), p. 96-100.
- Descrizioni dell'oftalmia d'Egitto, col metodo curattivo della medesima, le Caire, Imprimerie nationale, an VIII (1799/1800).
- Mémoires et opuscules physiques et médicaux sur l'Égypte, Paris, P. Didot, an X – 1802.
- Histoire médicale de l'armée de Naples, Paris, Migneret, 1807.
- Saggio sull'istoria naturale della Martinicca, Giornale enciclopedico di Napoli, 2/4, 1807, 11-28, et 2/7, 1807, p. 49-71.
- Memorie ed opssucoli fisici e medici sull'Egitto, Naples, Domenico Sangiacomo, 1808.
- De la fièvre jaune en général; et particulièrement de celle qui a régné à la Martinique en l'an XI et XII (1803 et 1804), avec des Observations sur les autres Maladies de cette Ile ou des Antilles, et un Essai sur son Histoire naturelle, de Naples, de l'Imprimerie française, 1809.
- Préparation de l'opium à la manière des Égyptiens, Bulletin de pharmacie, 1, 1809, 263, (Joseph-Victor Saxe).
- Osservazioni mediche e notizie storiche intorno alle digitali lutea e purpurea, Atti del Real Instituto d'incoroggiamento alle sceinze Naturali di Napoli, 2, 1818, p. 183-199.
- Memoria sul carattere fisico e naturale de creoli du America, sia della specia bianca, sia della nera, Actes de l'Académie Royale des sciences, section de la Société Royale des bourbons, 1, 1819, p. 243-270.
- Memoria sulla composizione e sugli effetti di uno sciroppo antisifilitico molto usato, Giornale enciclopedico di Napoli, II série, 15/2, 1821, p. 138-172 et 15/3, 1821, p. 3-26.